# Buzura ponderata
Buzura ponderata là một loài bướm đêm trong họ Geometridae.